# Viden, Stara Zagora
Viden (în bulgară Виден) este un sat în comuna Pavel Banea, regiunea Stara Zagora,  Bulgaria. 

## Demografie
Componența etnică a satului Viden
     Bulgari (98,76%)
     Nicio identificare (1,23%)
     Altele (0%)
La recensământul din 2011, populația satului Viden era de 81 locuitori. Din punct de vedere etnic, majoritatea locuitorilor (98,76%) erau bulgari. Pentru 1,23% din locuitori nu este cunoscută apartenența etnică.